# Driessenia
Driessenia é um género botânico pertencente à família Melastomataceae.